# Heinrich Sury
Heinrich Sury (getauft am 13. Januar 1608 in Solothurn; heimatberechtigt ebenda; † 25. August 1654 in Arras) war ein Schweizer Offizier in französischen Diensten.

## Leben
Heinrich Sury wurde 1608 in Solothurn geboren. Seine Eltern waren der Schultheiss Peter Sury und Barbara von Arx, sein älterer Bruder der Schultheiss Hans Ulrich Sury. Er heiratete 1631 Helena, Tochter des Jungrats Hans Jakob Stocker. Seine zweite Ehefrau wurde 1635 Anna Maria, Tochter des Stadtschreibers Viktor Haffner. Barbara Götzmann aus Altkirch wurde 1640 seine dritte Ehefrau. Surys Grossnichte Gertrud Sury wirkte 30 Jahre als Wohltäterin.
Sury trat um 1630 in französische Dienste und wurde 1637 Hauptmann. Er diente seit 1639 im Regiment Molondin und wechselte 1642 ins Regiment von Roll. Letzteres übernahm Sury 1649 als Oberst. Nach der Auflösung des Regiments kam seine Kompanie 1650 zum Garderegiment. Sury zeichnete sich 1653 bei der Erstürmung von Sainte-Menehould aus und wurde durch Ludwig XIV. zum Kammeredelmann ernannt. Sury fiel 1654 vor Arras beim Angriff auf die Spanier.

## Belege
1. 1 2  Erich Meyer: Heinrich Sury. In: Historisches Lexikon der Schweiz.  25. Juli 2012.

| Personendaten    | Personendaten      |
| ---------------- | ------------------ |
| NAME             | Sury, Heinrich     |
| KURZBESCHREIBUNG | Schweizer Offizier |
| GEBURTSDATUM     | 13. Januar 1608    |
| GEBURTSORT       | Solothurn, Schweiz |
| STERBEDATUM      | 25. August 1654    |
| STERBEORT        | Arras, Frankreich  |